# Emmanuel Pothanamuzhy
Emmanuel Mani Giles Pothanamuzhy CMI (* 5. August 1932 in Chthipuzha; † 6. April 2003) war Bischof von Mananthavady.

## Leben
Emmanuel Mani Giles Pothanamuzhy trat der Ordensgemeinschaft der Carmelites of Mary Immaculate bei und empfing am 1. Dezember 1964 die Priesterweihe.
Papst Johannes Paul II. ernannte ihn am 11. November 1996 zum Bischof von Mananthavady. Die Bischofsweihe spendete ihm der Apostolische Administrator von Ernakulam-Angamaly, Varkey Vithayathil CSsR, am 26. Januar des nächsten Jahres; Mitkonsekratoren waren George Valiamattam, Erzbischof von Tellicherry, und Jacob Thoomkuzhy, Erzbischof von Trichur.